# تیا سوفی لوک نس
تیا سوفی لوک نِس (انگلیسی: Thea Sofie Loch Næss؛ زادهٔ ۲۶ نوامبر ۱۹۹۶) بازیگر اهل نروژ است. از برنامه‌های تلویزیونی که وی در آن نقش داشته است می‌توان به آخرین پادشاهی اشاره کرد.

## زندگی‌نامه
او حرفهٔ بازیگری را از سن ۸ سالگی شروع کرد. او در سال ۲۰۱۳ و در فیلم داستان بلوغ یک شب در اُسلو به کارگردانی ایریک سونسن که در آوریل ۲۰۱۴ به نمایش درآمد، نقش اصلی را ایفا کرد. در سال ۲۰۱۴، نس در مدرسه هارتویگ نیسن در اسلو مشغول تحصیل درام بود. او در سال ۲۰۱۵ نقش تیا را در فیلم دراید-دختران نمی‌گریند ایفا کرد. سپس نقش کریستینای نروژی، دختر پادشاه را در فیلم آخرین پادشاه به کارگردانی نیلس گوپ بازی کرد که در سال ۲۰۱۶ به نمایش درآمد. در سال ۲۰۱۸ او در نقش شخصیت شرور اسکید در سری سوم مجموعه تلویزیونی آخرین پادشاهی در نتفلیکس بازی کرد.